# Gustav Adolph-Auffenberg-Komarów
Gustav Adolph-Auffenberg-Komarów, eigentlich Gustav Adolph (* 11. Juli 1887 in Olmütz; † 8. Februar 1967 in Wien) war ein österreichischer Offizier, zuletzt Generalleutnant der Wehrmacht.

## Leben
Gustav Adolph trat als Kadett und Offiziersstellvertreter am 18. August 1908 in die österreichische Armee ein. Am 1. November 1911 wurde er im k.u.k. Infanterie-Regiment 1 zum Leutnant befördert. Im Regiment wurde er Mitte Dezember 1916 erst Kompaniechef und später Bataillonskommandeur. Ende Oktober 1917 war seine Beförderung zum Hauptmann erfolgt. Ab dem 1. Mai 1920 war er Kompanie-Kommandant im k.u.k. Infanterie-Regiment 2.
Vom 1. September 1920 bis 1938 diente er im österreichisches Bundesheer. Hier wurde er erst am 8. Juli 1921 Major (Titel), dann erfolgte am 1. März 1923 seine Rückstufung zum Stabshauptmann, dann Ende September 1927 erneut seine Beförderung zum Major (Titel). Ab dem 8. Juli 1921 war er als Major im Stab des Infanterie-Regiments 2, war dann ab März 1923 im Regiment Kompanie-Kommandant. Vom 1. Dezember 1926 bis 15. November 1928 war er an das Kriegsarchiv in Wien kommandiert. Am 20. Januar 1928 war dann die vollständige Ernennung zum Major erfolgt. Ab November 1929 dem Infanterie-Regiment 3 zugeteilt, würde er dann Anfang Dezember 1929 Kompanie-Kommandant des Regiments und in der Position am 22. Juni 1936 zum Oberstleutnant (RDA 1. April 1936) befördert. Vom 26. April 1937 bis 13. März 1938 war er Stabsoffizier z.b.V. beim Stab des Regiments. Anschließend war er bis Ende März 1938 an das Bundesministerium für Landesverteidigung versetzt und dort persönlicher Adjutant des Bundeskanzlers.
Im März 1938 in die Wehrmacht übernommen, wurde er erst als Offizier z.b.V. zum Oberbefehlshaber des Heeres versetzt und ging am 10. Juni 1938 zum Infanterie-Regiment 131 der 44. Infanterie-Division, dem ehemals k.u.k. Infanterie-Regiment 3. Hier wurde er Ende des gleichen Monats Kommandeur des II. Bataillons. Mitte November 1938 wurde er in den Stab des Infanterie-Regiments 20 (Regensburg) kommandiert. Im Januar 1939, am 1. Januar 1939 zum Oberst befördert, nahm er am Stabsoffizier-Lehrgang des XIII. Armeekorps in Regensburg teil. Ab 1. März 1939 war er Kommandeur des III. Bataillons (Passau) des Infanterie-Regiments 85 bei der 10. Infanterie-Division und ging von hier am 26. Oktober 1939 als Kommandeur zum Infanterie-Regiment 41 (Amberg), ebenfalls bei der 10. Infanterie-Division. Mitte Oktober 1940 übernahm er bis zur Umwandlung in ein Grenadier-Regiment das Kommando über das Infanterie-Regiment 453 bei der 253. Infanterie-Division. Am 20. März 1942 wurde er mit dem Deutschen Kreuz in Gold ausgezeichnet.
Mit der Beförderung zum Generalmajor Anfang September 1942 war er bis Ende Juli 1944 Kommandeur der 285. Sicherungs-Division. Unter seiner Führung wurde die Division im rückwärtigem Heeresgebiet gegen Partisanen eingesetzt und wurde während der Sommeroffensive 1944 zerschlagen. Am 1. September 1943 war er in dieser Position zum Generalleutnant befördert worden. Er kam in die Führerreserve. Ab Mitte August 1944 war er bis Anfang September 1944 im Aufstellungsstab der Infanterie-Division Döllersheim und kam erneut in die Führerreserve. Ab Mitte Dezember 1944 war er Kommandant des Festungsabschnitts Niederdonau und kam am 5. Mai 1945 in Kriegsgefangenschaft.
Am 26. September 1946 wurde er aus der Kriegsgefangenschaft entlassen und lebte dann in Wien.
Gustav Adolph heiratete 1922 Erika Maria Josephine Henriette Baronin von Auffenberg (1892–1985), eine Tochter von Moritz von Auffenberg. Nach der Heirat durfte Gustav Adolph ab 19. Februar 1923 nach Entscheidung des Wiener Magistrats den Nachnamen Adolph-Auffenberg-Komarów führen. Ihr Sohn Helwig Adolph (* 1923) wurde Militärhistoriker.

## Werk
- Das Zeitalter Maria-Theresias. In: Unser Heer. 300 Jahre österreichisches Soldatentum in Krieg und Frieden, 1963, S. 131+132.